# Josef Gaudernak von Kis-Demeter
Josef svobodný pán Gaudernak von Kis-Demeter (maďarsky Gaudernak József kisdemeteri báró) (4. ledna 1848 Stará Boleslav – 26. února 1924 Budapešť) byl rakousko-uherský generál. V c. k. armádě sloužil jako nižší důstojník od roku 1868, řadu let strávil především v Uhrách. V letech 1905–1911 byl v čele armádního sboru v Sibiu zemským velitelem v Sedmihradsku a v roce 1906 dosáhl hodnosti generála jezdectva. Ve služebním poměru v armádě zůstal až do konce první světové války, v té době ale zastával již jen čestnou funkci velitele uherské královské gardy (1912–1918). V roce 1916 byl povýšen na barona.

## Životopis
Pocházel z rodiny důstojníka, studoval nejprve na kadetní škole v Eisenstadtu a v letech 1864–1868 na Tereziánské vojenské akademii ve Vídeňském Novém Městě. Do armády vstoupil v roce 1868 jako poručík k 1. dragounskému pluku v Pécsi, poté sloužil v Českých Budějovicích a Zadaru. V letech 1871–1873 si doplnil vzdělání na Válečné škole (K.u.k. Kriegschule) ve Vídni a jako nadporučík byl v roce 1873 zařazen do sboru důstojníků generálního štábu. V roce 1876 byl povýšen na kapitána, zúčastnil se okupace Bosny a Hercegoviny a následně vystřídal službu v Sarajevu a Vídni. V roce 1883 získal hodnost majora a jako štábní důstojník působil v Sibiu a Vídni. Jako podplukovník (1887) byl pak zástupcem velitele 13. husarského pluku v Budapešti. U tohoto pluku se následně stal velitelem a v roce 1890 dosáhl hodnosti plukovníka.
V roce 1895 byl jmenován generálmajorem a převzal velení 1. jezdecké brigády uherské královské zeměbrany v Segedínu. Od roku 1898 byl zástupcem velitele 4. armádního sboru v Budapešti a v roce 1899 byl povýšen do hodnosti polního podmaršála. V letech 1904–1905 byl inspektorem jezdectva uherské královské zeměbrany a poté v letech 1905–1911 zastával funkci velitele 12. armádního sboru v Sibiu (dříve Hermannstadt), respektive zemského velitele v Sedmihradsku. V roce 1906 byl povýšen do hodnosti generála jezdectva. Po roce 1911 zastával již jen čestné funkce, byl kapitán-poručíkem uherské královské gardy (1911–1912) a nakonec kapitánem uherské královské gardy trabantů (Kapitän der königlich ungarischen Trabanten-Leibgarde, respektive a Magyar Királyi Darabont Testőrség kapitánya se sídlem ve Vídni; 1912–1918). K datu 1. prosince 1918 byl v armádě penzionován, poté žil v soukromí v Budapešti, kde také zemřel a je pohřben na hřbitově Farkasréti temetö.

## Tituly a ocenění
V roce 1899 byl povýšen do šlechtického stavu s predikátem von Kis-Demeter. Jako velitel armádního sboru obdržel titul c. k. tajného rady s nárokem na oslovení Excelence (1905). Od roku 1906 byl čestným majitelem pěšího pluku č. 85. V roce 1916 získal titul barona v Uherském království. Během své vojenské kariéry získal také řadu vyznamenání.
- Válečná medaile (1878)
- Vojenská záslužná medaile (1890)
- Řád železné koruny III. třídy (1894)
- Jubilejní pamětní medaile (1898)
- rytířský kříž Leopoldova řádu (1904)
- Řád železné koruny I. třídy (1908)
- Vojenský jubilejní kříž (1908)
- Vojenský záslužný kříž II. třídy s válečnou dekorací (1915)
- velkokříž Leopoldova řádu (1916)
- velkokříž Řádu Františka Josefa s válečnou dekorací (1918)

- Řád lva a slunce I. třídy (Persie, 1900)
- velkokříž Řádu rumunské hvězdy I. třídy (Rumunsko, 1907)
- Řád Karla I. (Rumunsko, 1907)